# Galaxias pedderensis
Espèce
Statut de conservation UICN

 EN  : En danger
Galaxias pedderensis est une espèce de poissons d’eau douce de la famille des Galaxiidae endémique de Tasmanie.

## Répartition et habitat
Galaxias pedderensis ne se rencontre que dans les lacs Pedder et lac Gordon dans le sud de la Tasmanie.
Après une inondation due à un projet hydroélectrique, le nombre de spécimens a fortement diminué, et cette espèce est actuellement considérée comme éteinte à l’état sauvage depuis 2005.
Avant la construction du lac Gordon, cette espèce préférait le lac Pedder qui était assez peu profond, entouré de plages de sable blanc et de petite végétation aquatique enracinée, ainsi que les marécages et les eaux à faible vitesse avec d'abondants débris organiques dans le cours d'eau et une végétation terrestre en surplomb.

## Description
Il s'agit d'un poisson brun verdâtre, au ventre blanc cassé à argenté. Le dos et les flancs sont recouverts de taches sombres au motif abondant irrégulier, jusqu'à la base des nageoires. Des irisations dorées sont souvent visibles. Il fait en moyenne 160 mm de long.
Son régime alimentaire est composé de petits invertébrés, en particulier des arthropodes et des larves d'insectes aquatiques, des crustacés et des insectes terrestres, notamment des coléoptères, des mouches, des cigales, etc.

## Systématique
Le nom valide complet (avec auteur) de ce taxon est Galaxias pedderensis Frankenberg, 1968,.
Galaxias pedderensis a pour synonyme :
- Galaxias pederensis Frankenberg, 1968

## Étymologie
Son épithète spécifique, composée de pedder et du suffixe latin -ensis, « qui vit dans, qui habite », fait référence au lac Pedder.

## Publication originale
- (en) Roger Frankenberg, « Two new species of galaxiid fishes from the Lake Pedder region of southern Tasmania », Australian Zoologist, Sydney, Royal Zoological Society of New South Wales (d), vol. 14, no 3,‎ 1968, p. 268-274 (ISSN 0067-2238 et 2204-2105, OCLC 1782007, lire en ligne).